# Saint-Germain-en-Coglès
Saint-Germain-en-Coglès település Franciaországban, Ille-et-Vilaine megyében. Lakosainak száma 2091 fő (2022. január 1.). Saint-Germain-en-Coglès Le Châtellier, Lécousse, Parigné, Romagné, Saint-Sauveur-des-Landes, Les Portes du Coglais és Maen Roch községekkel határos.

## Népesség
A település népessége az elmúlt években az alábbi módon változott:
| Lakosok száma | 1911 | 1781 | 1794 | 1960 | 2024 | 2044 | 2051 | 2062 | 2071 | 2091 |
|               | 1968 | 1982 | 1990 | 2006 | 2013 | 2015 | 2017 | 2019 | 2020 | 2022 |